# 한스울리히 벨러

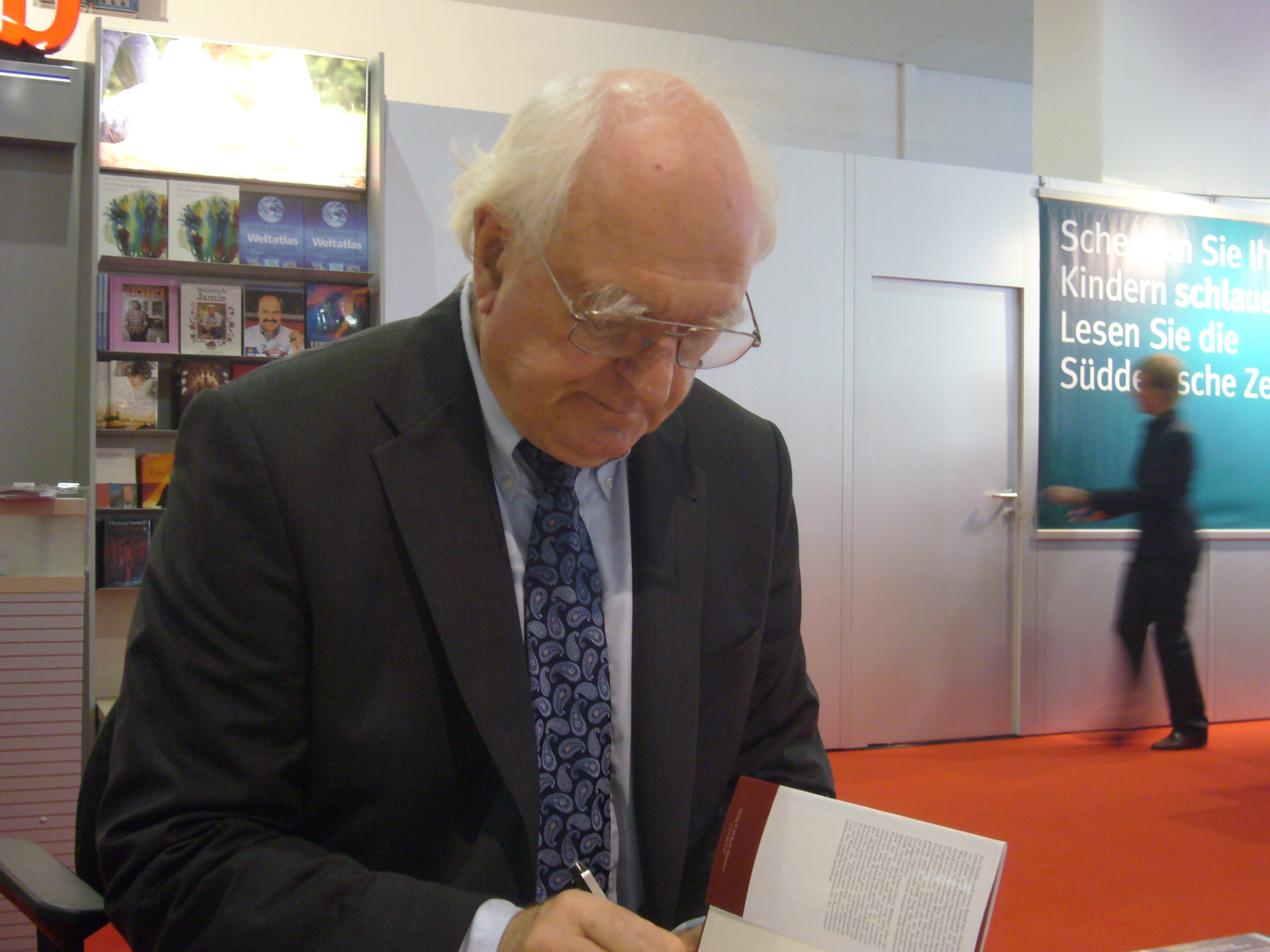
벨러(2014년)

한스울리히 벨러(독일어: Hans-Ulrich Wehler, 1931년 9월 11일~2014년 7월 5일)는 독일의 역사학자이다. 좌파 자유지상주의자로 분류되며 19세기 독일에 대한 주요 연구로 알려져 있다. 또한 사회과학적 방법론을 사용하여 역사를 분석하는 빌레펠트 학파의 지도자이다.

## 경력
벨러와 빌레펠트 학파는 소수의 위인을 중심으로 한 민족정치사인 "전통적인" 독일사를 외부의 사회 구조를 포괄하는 독일 사회의 통합적이고 비교적인 역사로 변형시키는 방법으로 근대화 이론을 제시하였다.  벨러는 또한 카를 마르크스, 오토 힌체, 구스타프 슈몰러, 베르너 좀바르트, 소스타인 베블런의 개념과 함께 막스 베버의 현대화 이론을 활용했다.
벨러는 반동 역사가들에 대해 비판을 가한 중요한 역사가 중 한 명이다. 그는 역사가 논쟁에서 중요한 역할을 했다. 논쟁은 1986년 6월 6일 독일 신문 프랑크푸르터 알게마이네 차이퉁에 에른스트 놀테의 글이 실린 후 시작되었다. 놀테는 굴라크와 나치 학살 수용소 사이에 인과 관계가 있다고 주장했으며, 굴라크는 후자에 영향을 미쳤을 것으로 추정된다고 보았다. 그것은 벨러와 철학자 위르겐 하버마스와 같은 많은 지식인들을 격분시켰는데, 그들은 놀테의 논제를 강력하게 거부하고 나치 독일의 범죄를 독특하게 악한 것으로 보는 사례를 보였다.

## 저서
- 《비스마르크와 제국주의》(Bismarck und der Imperialismus, 1969)
- 《독일 제국 1871-1918》(Das Deutsche Kaiserreich 1871–1918, 1974)
- 《근대화 이론과 역사학》(Modernisierungstheorie und Geschichte, 1975)
- 《독일 사회사》(Deutsche Gesellschaftsgeschichte, 1987~2008) 전 5권